# Robert Skidelsky

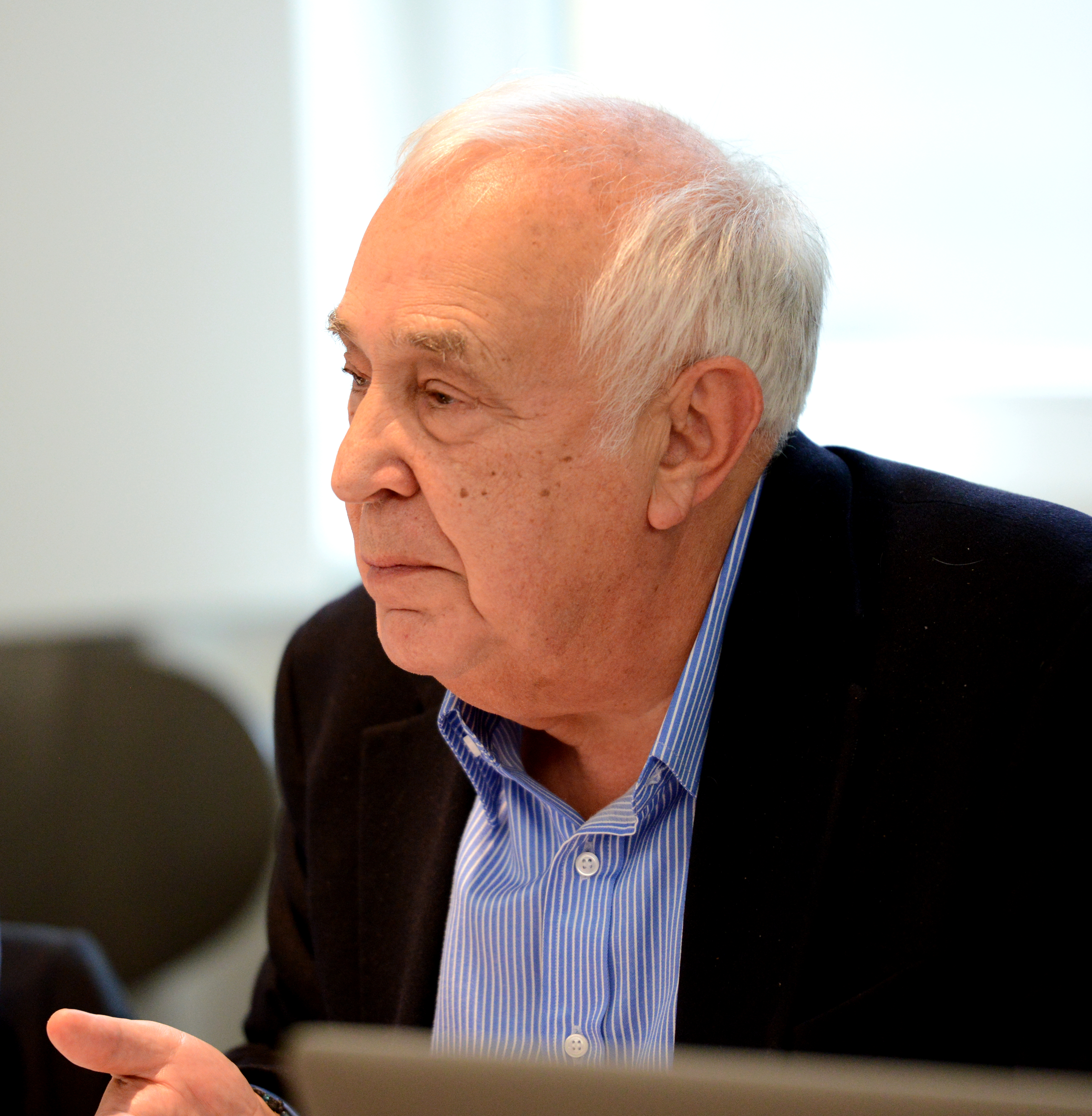
Robert Skidelsky, Oktober 2014

Robert Jacob Alexander Skidelsky, Baron Skidelsky (* 25. April 1939 in Harbin, China) ist ein britischer Wirtschaftshistoriker, der vor allem durch die von ihm verfasste monumentale Biographie in drei Bänden über John Maynard Keynes bekannt geworden ist.

## Herkunft und Familie
Skidelskys Eltern, Boris Skidelsky und Galia Sapelkin, waren britische Staatsbürger, lebten jedoch in China. Der Vater war russisch-jüdischer Herkunft; er arbeitete im Familienunternehmen, einer vom chinesischen Staat gepachteten Kohlengrube. Als Japan und Großbritannien 1941 Gegner im Zweiten Weltkrieg wurden, wurden die Skidelskys zunächst in der Mandschurei, später in Japan interniert, schließlich aber gegen japanische Internierte in Großbritannien ausgetauscht. 1947 kehrte die Familie für etwa ein Jahr nach Tientsin in China zurück, floh dann aber vor den Kommunisten nach Hongkong.
Skidelsky ist seit 1970 verheiratet und hat zwei Söhne und eine Tochter. Er wohnt auf Tilton, dem ehemaligen Landsitz von Lord Keynes.

## Ausbildung und wissenschaftliche Karriere
Von 1953 bis 1958 besuchte Skidelsky das Internat des Brighton College und studierte in der Folge Geschichte am Jesus College und am Nuffield College in Oxford. 1967 publizierte er sein erstes Buch, basierend auf seiner Dissertation. Politicians and the Slump befasste sich mit der Reaktion der britischen Politik auf die Weltwirtschaftskrise.
Skidelsky vertiefte dieses Interesse als Fellow der British Academy und publizierte 1975 eine viel beachtete und heftig diskutierte Biographie von Oswald Mosley. 1970 wurde er Associate Professor of History an der School of Advanced International Studies der Johns Hopkins University in Washington. Der Vorwurf, den britischen Faschistenführer als Biograph zu wohlwollend behandelt zu haben, beeinträchtigte in der Folge Skidelkys akademische Karriere an den angelsächsischen Spitzenuniversitäten. 1978 wurde er dann zum Professor of International Studies an der University of Warwick ernannt. Seit 1997 ist er Honorary Fellow des Jesus College, Oxford.

## Politik
Skidelsky hatte auch eine wechselhafte Karriere als Politiker. Ursprünglich war er Mitglied der Labour Party, dann Gründungsmitglied der Social Democratic Party, der er bis zu ihrer Auflösung 1992 die Treue hielt. 1991 wurde er als Baron Skidelsky, of Tilton in the County of East Sussex, zum Life Peer geadelt und Mitglied des House of Lords. 1992 schloss er sich den Konservativen an, geriet aber wegen seiner öffentlich geäußerten Vorbehalte bezüglich der NATO-Bombardements im Kosovokrieg in Konflikt mit Parteichef William Hague. 2001 verließ er die Konservativen.
Skidelsky steht der Politik des  Westens gegenüber Russland in vielen Punkten ablehnend gegenüber. So kritisierte er nach der Annexion der Krim 2014 die gegen Russland verhängten Sanktionen und plädierte dafür, den russischsprachigen Gebieten der Ukraine die Möglichkeit einzuräumen, sich von der Ukraine zu trennen. Nach dem  Russischen Überfall auf die Ukraine 2022 riet er zusammen mit anderen Personen des öffentlichen Lebens, darunter  David Owen, der NATO, die russischen Sicherheitsinteressen stärker zu berücksichtigen. Überlegungen Finnlands, der NATO beizutreten, bezeichnete er als „katastrophalen Fehler“.
Im März 2014 berichtete die Financial Times, Skidelsky gehöre dem Vorstand des russischen Staatsunternehmens  Rusnano Capital an. Trotz Annexion der Krim durch Russland lehne er es ab, seinen Posten dort niederzulegen. Zwischen 2016 und dem 1. Januar 2022 war Skidelsky nicht-geschäftsführendes Vorstandsmitglied der russischen Ölgesellschaft Russneft. (nicht zu verwechseln mit Rosneft).
Am 22. November 2023 wurde Lord Skidelsky auf eine zwei Wochen zuvor ausgesprochene Empfehlung hin für einen Monat vom  Oberhaus suspendiert, nachdem festgestellt worden war, dass er in seiner Funktion als Vorsitzender des Centre for Global Studies, einem von sanktionierten russischen Geschäftsleuten finanzierten wirtschaftspolitischen Thinktank, gegen den Verhaltenskodex des House of Lords verstoßen hatte.

## Thesen
Skidelsky fordert als Konsequenz aus der Finanz- und Wirtschaftskrise ab 2007 ein Zurückstutzen der Finanzindustrie: „Ich glaube nicht, dass der Kapitalismus eine Chance hat, wenn die Finanzmärkte ihre gegenwärtige Macht behalten. Wir müssen die Beweglichkeit des Kapitals sehr stark beschneiden, Kapitalbewegungen über die Grenzen müssen besteuert werden, manche finanzielle Transaktionen sollten ganz gestoppt werden, all diese neuen Finanzprodukte müssen strengstens reguliert werden, Banken sollten entweder ausschließlich als Geschäftsbanken oder als Investmentbanken zugelassen sein.“ Er kritisiert, dass sich das Finanzsystem von der Realwirtschaft abgekoppelt habe: „Aufgabe der Finanzindustrie ist es, für ihre Einleger da zu sein, sicherzustellen, dass deren Geld sicher angelegt ist und sie dafür angemessene Zinsen bekommen. Darüber hinaus sollte sie der Industrie dienen, sollte Ersparnisse in Investitionen überführen. Sie ist auf keinen Fall um ihrer selbst willen da! Wenn sie etwas anderes tut, missbraucht sie ihre Privilegien. (…) Aus der keynesianischen Perspektive kann ich nur sagen, dass in den 50er und 60er Jahren, als das Finanzsystem sehr stark reguliert war, die Wachstumsraten mindestens ebenso hoch, wenn nicht höher ausfielen, wie in der heroischen Periode der großen Deregulierung. Zugleich aber gab es eine ungleich größere Stabilität.“

## Veröffentlichungen
Als bedeutendste wissenschaftliche Leistung Skidelskys gilt seine in Jahrzehnten erarbeitete, vielfach preisgekrönte dreibändige Keynes-Biografie:
- John Maynard Keynes
  - Hopes Betrayed, 1883–1920. 1983, ISBN 0-333-57379-X
  - The Economist as Savior, 1920–1937. 1992, ISBN 0-14-023806-9
  - Fighting for Britain, 1937–1946. 2000, ISBN 0-14-200167-8
    - gekürzte Ausgabe in einem Band: John Maynard Keynes: 1883–1946: Economist, Philosopher, Statesman. 2004, ISBN 0-330-48867-8[15]

Weitere Publikationen (Auswahl)
- Politicians and the Slump: Labour Government of 1929–31. 1967; Neuausgabe: Papermac, 1994, ISBN 0-333-60592-6
- English Progressive Schools. Penguin Books, 1969, ISBN 0-14-021096-2
  - Schulen von gestern für morgen. Fortschrittliche Erziehung in englischen Privatschulen. Rowohlt, Reinbek 1975, ISBN 3-499-16858-8
- Oswald Mosley. 1975; Neuausgabe: Papermac, 1980, ISBN 0-333-29385-1
- (Hrsg.): The End of the Keynesian Era: Essays on the Disintegration of the Keynesian Political Economy. Holmes & Meier Pub, 1978, ISBN 0-8419-0329-8
- Interests and Obsessions: Historical Essays. 1993; Neuausgabe: Papermac, 1994, ISBN 0-333-61665-0
- The World After Communism: A Polemic for Our Times. 1995; Neuausgabe: Papermac, 1996, ISBN 0-333-66292-X
- Keynes (Past Masters). Oxford University Press, 1996, ISBN 0-19-287689-9
- Beyond the Welfare State. The Social Market Foundation, 1997, ISBN 1-874097-13-5
- The Age of Inequality. In: David G. Green (Hrsg.): Institutional Racism and the Police: Fact or Fiction? The Cromwell Press, 2000, ISBN 1-903386-06-3 (PDF; 147 kB)
- (Hrsg.): Financial Crises. The Social Market Foundation, 2000, ISBN 1-874097-43-7
- mit Pavel Erochkine (Hrsg.): Russia’s Choices: The Duma Elections and After. The Centre for Global Studies, 2003, ISBN 0-9546430-0-3
- mit Christian Westerlind Wigstrom (Hrsg.): The Economic Crisis and the State of Economics. Palgrave Macmillan, 2010, ISBN 978-0-230-10254-5
- The Return of the Master. Penguin, 2009, ISBN 978-1-84614-258-1
  - Die Rückkehr des Meisters. Keynes für das 21. Jahrhundert. Kunstmann, München 2010, ISBN 978-3-88897-647-6
- mit Edward Skidelsky: How Much is Enough?: Money and the Good Life. New York 2012 (Other Press), ISBN 978-1-59051-507-5
  - Wie viel ist genug?: Vom Wachstumswahn zu einer Ökonomie des guten Lebens. Übersetzt von Ursel Schäfer und Thomas Pfeiffer, Kunstmann, München 2013, ISBN 978-3-88897-822-7
- Money and Government: A Challenge to Mainstream Economics. Penguin, New York 2019, ISBN 978-0-14-198861-0
- The Machine Age: An Idea, a History, a Warning. London 2023 (Allen Lane), ISBN 978-0-241-24461-6
  - Werden wir ersetzt? Vom Fortschrittswahn zu einer gerechten Ökonomie des Lebens. Kunstmann, München 2024, ISBN 978-3-95614-584-1
- Lord Skidelsky über Nato-Aufrüstung und Ukraine: „Europa führt einen Stellvertreterkrieg“ ... Er setzt sich für eine Friedenslösung in der Ukraine ein und warnt vor der Militarisierung Europas. Interview Simon Zeise in berliner-zeitung.de 28. Juni 2025
- Mindless: The Human Condition in the Age of Artificial Intelligence. Other, New York 2024, ISBN 978-1-59051-797-0.